# Liste wissenschaftlicher Gesellschaften in Finnland
Dies ist eine Liste wissenschaftlicher Gesellschaften in Finnland. Die „Delegation der wissenschaftlichen Gesellschaften“ (finnisch Tieteellisten seurain valtuuskunta, schwedisch Vetenskapliga samfundens delegation), abgekürzt TSV, als gesamtfinnischer Dachverband der wissenschaftlichen Gesellschaften existiert seit 1899. Die Liste erhebt keinen Anspruch auf Aktualität oder Vollständigkeit.

## Übersicht
- Societas pro Fauna et Flora Fennica (gegr. 1821), Materialien gingen in den 1850er Jahren in die Sammlungen der Kaiserlichen Alexander-Universität von Finnland ein.
- Finnische Wissenschaftliche Gesellschaft (Societas Scientiarum Fennica, gegr. 1838).
- Finnische Akademie der Wissenschaften (Academia Scientiarum Fennica, gegr. 1908), finnischsprachig
- Finnische Literaturgesellschaft (Suomalaisen Kirjallisuuden Seura, gegr. 1831)
- Finnische Historische Gesellschaft (Suomen Historiallinen Seura, gegr. 1875)
- Finnische Geographische Gesellschaft (Suomen Maantieteellinen Seura, gegr. 1888)